# Clasificación para la Eurocopa 2020
La Clasificación para la Eurocopa 2020 fue el torneo que determinó una parte de las selecciones clasificadas a la Eurocopa 2020, a realizarse en diversas ciudades en toda Europa. El torneo comenzó en 21 de marzo de 2019 y finalizó el 19 de noviembre de 2019.
Por primera vez desde 1984, las clasificatorias se realizarán con todas las selecciones de la UEFA, incluyendo las selecciones encargadas de realización del torneo. También por primera vez en la historia de la Eurocopa habrá dos torneos que servirán para clasificar a la Eurocopa. Será este torneo y la Liga de Naciones de la UEFA 2018-19, siendo este último el encargado de otorgar las últimas 4 plazas a la Eurocopa 2020.

## Equipos participantes
Las 55 asociaciones de fútbol afiliadas a la UEFA participarán en el proceso clasificatorio. Ninguna selección está automáticamente clasificada.

### Sorteo
El sorteo de la clasificación de la Eurocopa 2020 se realizó el día 2 de diciembre de 2018 en el Centro de Convenciones de Dublín, República de Irlanda una vez finalizada la fase regular de la Liga de Naciones de la UEFA 2018-19. Los bombos fueron conformados de acuerdo a la Clasificación general al final de la Liga de Naciones de la UEFA 2018-19
| Bombo UNL | Bombo 1 | Bombo 2 | Bombo 3 |
| --- | --- | --- | --- |
| 1. Suiza 2. Portugal 3. Países Bajos 4. Inglaterra                                                                          | 5. Bélgica 6. Francia 7. España 8. Italia 9. Croacia 10. Polonia                                                                                       | 11. Alemania 12. Islandia 13. Bosnia y Herzegovina 14. Ucrania 15. Dinamarca 16. Suecia 17. Rusia 18. Austria 19. Gales 20. República Checa | 21. Eslovaquia 22. Turquía 23. Irlanda 24. Irlanda del Norte 25. Escocia 26. Noruega 27. Serbia 28. Finlandia 29. Bulgaria 30. Israel |
| Bombo 4 | Bombo 5 | Bombo 6 | |
| 31. Hungría 32. Rumania 33. Grecia 34. Albania 35. Montenegro 36. Chipre 37. Estonia 38. Eslovenia 39. Lituania 40. Georgia | 41. Macedonia del Norte 42. Kosovo 43. Bielorrusia 44. Luxemburgo 45. Armenia 46. Azerbaiyán 47. Kazajistán 48. Moldavia 49. Gibraltar 50. Islas Feroe | 51. Letonia 52. Liechtenstein 53. Andorra 54. Malta 55. San Marino                                                                          | |

## Formato de competición
El torneo clasificatorio consta de una fase de grupos.
Las 55 selecciones participantes son divididas en 10 grupos, 5 grupos de 6 equipos y 5 grupos de 5. En todos los grupos se juega con un sistema de todos contra todos a partidos de ida y vuelta. Los equipos se clasifican de acuerdo a los puntos obtenidos, que se otorgan de la siguiente manera: 
- 3 puntos por partido ganado.
- 1 punto por partido empatado.
- 0 puntos por partido perdido.

Si al término de los partidos de un grupo dos o más equipos terminan empatados a puntos se aplican los siguientes criterios de desempate:
- Mayor número de puntos obtenidos en los partidos jugados entre los equipos en cuestión.
- Mayor diferencia de goles en los resultados de los partidos jugados entre los equipos en cuestión.
- Mayor número de goles marcados en los partidos jugados entre los equipos en cuestión.
- Mayor número de goles marcados como visitante en los partidos jugados entre los equipos en cuestión.

Si después de aplicar los cuatro criterios anteriores hay equipos que todavía mantienen la igualdad, los criterios 1 a 4 se vuelven a aplicar exclusivamente a los partidos jugados entre estos equipos para determinar su posición final. Si este procedimiento no conduce a una decisión, se aplican los siguientes criterios:
- Mayor diferencia de gol en todos los partidos del grupo.
- Mayor número de goles marcados en todos los partidos del grupo.
- Mayor número de goles marcados como visitante en todos los partidos del grupo.
- El juego limpio en todos los partidos del grupo.
- Posición en el Ranking de coeficientes de la UEFA con que se inició este torneo.

Los dos primeros lugares de cada grupo se clasifican de manera directa para la fase final de la Eurocopa 2020.

## Calendario
A continuación se muestra el calendario propuesto de la Liga de Naciones de la UEFA 2018-19 y la Eurocopa 2020.
| Año  | Días y Mes          | Liga de Naciones de la UEFA 2018-19 | Eurocopa 2020                         |
| ---- | ------------------- | ----------------------------------- | ------------------------------------- |
| 2018 | 3-11 de septiembre  | Fase de grupos (Jornada doble)      |                                       |
| 2018 | 8-16 de octubre     | Fase de grupos (Jornada doble)      |                                       |
| 2018 | 12-20 de noviembre  | Fase de grupos (Jornada doble)      |                                       |
| 2019 | 21-26 de marzo      |                                     | Fase de clasificación (Jornada doble) |
| 2019 | 7-11 de junio       | Final four (Semifinales y final)    | Fase de clasificación (Jornada doble) |
| 2019 | 5-10 de septiembre  |                                     | Fase de clasificación (Jornada doble) |
| 2019 | 10-15 de octubre    |                                     | Fase de clasificación (Jornada doble) |
| 2019 | 11-19 de noviembre  |                                     | Fase de clasificación (Jornada doble) |
| 2020 | octubre - noviembre | Play-offs (Semifinales y final)     |                                       |
| 2021 | junio-julio         |                                     | Desarrollo de la Eurocopa 2020        |

## Fase de grupos

### Cuadro resumido
Clasificados para la Eurocopa 2020
     Accedieron a la segunda ronda (play-offs)
     Eliminados en la primera ronda
| Grupo A                                            | Grupo B                                  | Grupo C                                           | Grupo D                                 | Grupo E                               | Grupo F                               | Grupo G                                 | Grupo H                                 | Grupo I                               | Grupo J                                  |
| -------------------------------------------------- | ---------------------------------------- | ------------------------------------------------- | --------------------------------------- | ------------------------------------- | ------------------------------------- | --------------------------------------- | --------------------------------------- | ------------------------------------- | ---------------------------------------- |
| Bandera de Inglaterra · Bandera de República Checa | Bandera de Ucrania · Bandera de Portugal | Bandera de Alemania · Bandera de los Países Bajos | Bandera de Suiza · Bandera de Dinamarca | Bandera de Croacia · Bandera de Gales | Bandera de España · Bandera de Suecia | Bandera de Polonia · Bandera de Austria | Bandera de Francia · Bandera de Turquía | Bandera de Bélgica · Bandera de Rusia | Bandera de Italia · Bandera de Finlandia |
| Bandera de Kosovo                                  | Bandera de Serbia                        | Bandera de Irlanda del Norte                      | Bandera de Irlanda                      | Bandera de Eslovaquia                 | Bandera de Noruega                    | Bandera de Macedonia del Norte          | Bandera de Islandia                     | Bandera de Escocia                    | Bandera de Grecia                        |
| Bandera de Bulgaria                                | Bandera de Luxemburgo                    | Bandera de Bielorrusia                            | Bandera de Georgia                      | Bandera de Hungría                    | Bandera de Rumania                    | Bandera de Eslovenia                    | Bandera de Albania                      | Bandera de Chipre                     | Bandera de Bosnia y Herzegovina          |
| Bandera de Montenegro                              | Bandera de Lituania                      | Bandera de Estonia                                | Bandera de Gibraltar                    | Bandera de Azerbaiyán                 | Bandera de Islas Feroe                | Bandera de Israel                       | Bandera de Andorra                      | Bandera de Kazajistán                 | Bandera de Armenia                       |
|                                                    |                                          |                                                   |                                         |                                       | Bandera de Malta                      | Bandera de Letonia                      | Bandera de Moldavia                     | Bandera de San Marino                 | Bandera de Liechtenstein                 |

### Grupo A
| Pos. | Equipo          | Pts. | PJ | G | E | P | GF | GC | Dif. | Clasificación                  |
| ---- | --------------- | ---- | -- | - | - | - | -- | -- | ---- | ------------------------------ |
| 1    | Inglaterra      | 21   | 8  | 7 | 0 | 1 | 37 | 6  | +31  | Eurocopa 2020                  |
| 2    | República Checa | 15   | 8  | 5 | 0 | 3 | 13 | 11 | +2   | Eurocopa 2020                  |
| 3    | Kosovo          | 11   | 8  | 3 | 2 | 3 | 13 | 16 | −3   | Play-offs vía Liga de Naciones |
| 4    | Bulgaria        | 6    | 8  | 1 | 3 | 4 | 6  | 17 | −11  | Play-offs vía Liga de Naciones |
| 5    | Montenegro      | 3    | 8  | 0 | 3 | 5 | 3  | 22 | −19  |                                |

 Fuente: UEFA
Criterios de clasificación: Puntos directos · Diferencia de goles en partidos directos · Goles a favor en partidos directos · Diferencia de goles
| Fecha                           | Lugar       | Local           |                            | Resultado |                            | Visitante       |
| ------------------------------- | ----------- | --------------- | -------------------------- | --------- | -------------------------- | --------------- |
| 22 de marzo de 2019, 18:00      | Sofía       | Bulgaria        | Bandera de Bulgaria        | 1 – 1     | Bandera de Montenegro      | Montenegro      |
| 22 de marzo de 2019, 20:45      | Londres     | Inglaterra      | Bandera de Inglaterra      | 5 – 0     | Bandera de República Checa | República Checa |
| 25 de marzo de 2019, 20:45      | Podgorica   | Montenegro      | Bandera de Montenegro      | 1 – 5     | Bandera de Inglaterra      | Inglaterra      |
| 25 de marzo de 2019, 20:45      | Pristina    | Kosovo          | Bandera de Kosovo          | 1 – 1     | Bandera de Bulgaria        | Bulgaria        |
| 7 de junio de 2019, 20:45       | Podgorica   | Montenegro      | Bandera de Montenegro      | 1 – 1     | Bandera de Kosovo          | Kosovo          |
| 7 de junio de 2019, 20:45       | Praga       | República Checa | Bandera de República Checa | 2 – 1     | Bandera de Bulgaria        | Bulgaria        |
| 10 de junio de 2019, 20:45      | Praga       | República Checa | Bandera de República Checa | 3 – 0     | Bandera de Montenegro      | Montenegro      |
| 10 de junio de 2019, 20:45      | Sofía       | Bulgaria        | Bandera de Bulgaria        | 2 – 3     | Bandera de Kosovo          | Kosovo          |
| 7 de septiembre de 2019, 15:00  | Pristina    | Kosovo          | Bandera de Kosovo          | 2 – 1     | Bandera de República Checa | República Checa |
| 7 de septiembre de 2019, 18:00  | Londres     | Inglaterra      | Bandera de Inglaterra      | 4 – 0     | Bandera de Bulgaria        | Bulgaria        |
| 10 de septiembre de 2019, 20:45 | Podgorica   | Montenegro      | Bandera de Montenegro      | 0 – 3     | Bandera de República Checa | República Checa |
| 10 de septiembre de 2019, 20:45 | Southampton | Inglaterra      | Bandera de Inglaterra      | 5 – 3     | Bandera de Kosovo          | Kosovo          |
| 11 de octubre de 2019, 20:45    | Podgorica   | Montenegro      | Bandera de Montenegro      | 0 – 0     | Bandera de Bulgaria        | Bulgaria        |
| 11 de octubre de 2019, 20:45    | Praga       | República Checa | Bandera de República Checa | 2 – 1     | Bandera de Inglaterra      | Inglaterra      |
| 14 de octubre de 2019, 20:45    | Pristina    | Kosovo          | Bandera de Kosovo          | 2 – 0     | Bandera de Montenegro      | Montenegro      |
| 14 de octubre de 2019, 20:45    | Sofía       | Bulgaria        | Bandera de Bulgaria        | 0 – 6     | Bandera de Inglaterra      | Inglaterra      |
| 14 de noviembre de 2019, 20:45  | Londres     | Inglaterra      | Bandera de Inglaterra      | 7 – 0     | Bandera de Montenegro      | Montenegro      |
| 14 de noviembre de 2019, 20:45  | Pilsen      | República Checa | Bandera de República Checa | 2 – 1     | Bandera de Kosovo          | Kosovo          |
| 17 de noviembre de 2019, 18:00  | Pristina    | Kosovo          | Bandera de Kosovo          | 0 – 4     | Bandera de Inglaterra      | Inglaterra      |
| 17 de noviembre de 2019, 18:00  | Sofía       | Bulgaria        | Bandera de Bulgaria        | 1 – 0     | Bandera de República Checa | República Checa |

### Grupo B
| Pos. | Equipo     | Pts. | PJ | G | E | P | GF | GC | Dif. | Clasificación                  |
| ---- | ---------- | ---- | -- | - | - | - | -- | -- | ---- | ------------------------------ |
| 1    | Ucrania    | 20   | 8  | 6 | 2 | 0 | 17 | 4  | +13  | Eurocopa 2020                  |
| 2    | Portugal   | 17   | 8  | 5 | 2 | 1 | 22 | 6  | +16  | Eurocopa 2020                  |
| 3    | Serbia     | 14   | 8  | 4 | 2 | 2 | 17 | 17 | 0    | Play-offs vía Liga de Naciones |
| 4    | Luxemburgo | 4    | 8  | 1 | 1 | 6 | 7  | 16 | −9   |                                |
| 5    | Lituania   | 1    | 8  | 0 | 1 | 7 | 5  | 25 | −20  |                                |

 Fuente: UEFA
Criterios de clasificación: Puntos directos · Diferencia de goles en partidos directos · Goles a favor en partidos directos · Diferencia de goles
| Fecha                           | Lugar      | Local      |                       | Resultado |                       | Visitante  |
| ------------------------------- | ---------- | ---------- | --------------------- | --------- | --------------------- | ---------- |
| 22 de marzo de 2019, 20:45      | Lisboa     | Portugal   | Bandera de Portugal   | 0 – 0     | Bandera de Ucrania    | Ucrania    |
| 22 de marzo de 2019, 20:45      | Luxemburgo | Luxemburgo | Bandera de Luxemburgo | 2 – 1     | Bandera de Lituania   | Lituania   |
| 25 de marzo de 2019, 20:45      | Lisboa     | Portugal   | Bandera de Portugal   | 1 – 1     | Bandera de Serbia     | Serbia     |
| 25 de marzo de 2019, 20:45      | Luxemburgo | Luxemburgo | Bandera de Luxemburgo | 1 – 2     | Bandera de Ucrania    | Ucrania    |
| 7 de junio de 2019, 20:45       | Leópolis   | Ucrania    | Bandera de Ucrania    | 5 – 0     | Bandera de Serbia     | Serbia     |
| 7 de junio de 2019, 20:45       | Vilna      | Lituania   | Bandera de Lituania   | 1 – 1     | Bandera de Luxemburgo | Luxemburgo |
| 10 de junio de 2019, 20:45      | Járkov     | Ucrania    | Bandera de Ucrania    | 1 – 0     | Bandera de Luxemburgo | Luxemburgo |
| 10 de junio de 2019, 20:45      | Belgrado   | Serbia     | Bandera de Serbia     | 4 – 1     | Bandera de Lituania   | Lituania   |
| 7 de septiembre de 2019, 18:00  | Vilna      | Lituania   | Bandera de Lituania   | 0 – 3     | Bandera de Ucrania    | Ucrania    |
| 7 de septiembre de 2019, 20:45  | Belgrado   | Serbia     | Bandera de Serbia     | 2 – 4     | Bandera de Portugal   | Portugal   |
| 10 de septiembre de 2019, 20:45 | Luxemburgo | Luxemburgo | Bandera de Luxemburgo | 1 – 3     | Bandera de Serbia     | Serbia     |
| 10 de septiembre de 2019, 20:45 | Vilna      | Lituania   | Bandera de Lituania   | 1 – 5     | Bandera de Portugal   | Portugal   |
| 11 de octubre de 2019, 20:45    | Járkov     | Ucrania    | Bandera de Ucrania    | 2 – 0     | Bandera de Lituania   | Lituania   |
| 11 de octubre de 2019, 20:45    | Lisboa     | Portugal   | Bandera de Portugal   | 3 – 0     | Bandera de Luxemburgo | Luxemburgo |
| 14 de octubre de 2019, 20:45    | Kiev       | Ucrania    | Bandera de Ucrania    | 2 – 1     | Bandera de Portugal   | Portugal   |
| 14 de octubre de 2019, 20:45    | Vilna      | Lituania   | Bandera de Lituania   | 1 – 2     | Bandera de Serbia     | Serbia     |
| 14 de noviembre de 2019, 20:45  | Belgrado   | Serbia     | Bandera de Serbia     | 3 – 2     | Bandera de Luxemburgo | Luxemburgo |
| 14 de noviembre de 2019, 20:45  | Loulé      | Portugal   | Bandera de Portugal   | 6 – 0     | Bandera de Lituania   | Lituania   |
| 17 de noviembre de 2019, 15:00  | Belgrado   | Serbia     | Bandera de Serbia     | 2 – 2     | Bandera de Ucrania    | Ucrania    |
| 17 de noviembre de 2019, 15:00  | Luxemburgo | Luxemburgo | Bandera de Luxemburgo | 0 – 2     | Bandera de Portugal   | Portugal   |

### Grupo C
| Pos. | Equipo            | Pts. | PJ | G | E | P | GF | GC | Dif. | Clasificación                  |
| ---- | ----------------- | ---- | -- | - | - | - | -- | -- | ---- | ------------------------------ |
| 1    | Alemania          | 21   | 8  | 7 | 0 | 1 | 30 | 7  | +23  | Eurocopa 2020                  |
| 2    | Países Bajos      | 19   | 8  | 6 | 1 | 1 | 24 | 7  | +17  | Eurocopa 2020                  |
| 3    | Irlanda del Norte | 13   | 8  | 4 | 1 | 3 | 9  | 13 | −4   | Play-offs vía Liga de Naciones |
| 4    | Bielorrusia       | 4    | 8  | 1 | 1 | 6 | 4  | 16 | −12  | Play-offs vía Liga de Naciones |
| 5    | Estonia           | 1    | 8  | 0 | 1 | 7 | 2  | 26 | −24  |                                |

 Fuente: UEFA
Criterios de clasificación: Puntos directos · Diferencia de goles en partidos directos · Goles a favor en partidos directos · Diferencia de goles
| Fecha                          | Lugar              | Local             |                              | Resultado |                              | Visitante         |
| ------------------------------ | ------------------ | ----------------- | ---------------------------- | --------- | ---------------------------- | ----------------- |
| 21 de marzo de 2019, 20:45     | Belfast            | Irlanda del Norte | Bandera de Irlanda del Norte | 2 – 0     | Bandera de Estonia           | Estonia           |
| 21 de marzo de 2019, 20:45     | Róterdam           | Países Bajos      | Bandera de los Países Bajos  | 4 – 0     | Bandera de Bielorrusia       | Bielorrusia       |
| 24 de marzo de 2019, 20:45     | Belfast            | Irlanda del Norte | Bandera de Irlanda del Norte | 2 – 1     | Bandera de Bielorrusia       | Bielorrusia       |
| 24 de marzo de 2019, 20:45     | Ámsterdam          | Países Bajos      | Bandera de los Países Bajos  | 2 – 3     | Bandera de Alemania          | Alemania          |
| 8 de junio de 2019, 18:00      | Tallin             | Estonia           | Bandera de Estonia           | 1 – 2     | Bandera de Irlanda del Norte | Irlanda del Norte |
| 8 de junio de 2019, 20:45      | Borisov            | Bielorrusia       | Bandera de Bielorrusia       | 0 – 2     | Bandera de Alemania          | Alemania          |
| 11 de junio de 2019, 20:45     | Mainz              | Alemania          | Bandera de Alemania          | 8 – 0     | Bandera de Estonia           | Estonia           |
| 11 de junio de 2019, 20:45     | Borisov            | Bielorrusia       | Bandera de Bielorrusia       | 0 – 1     | Bandera de Irlanda del Norte | Irlanda del Norte |
| 6 de septiembre de 2019, 20:45 | Tallin             | Estonia           | Bandera de Estonia           | 1 – 2     | Bandera de Bielorrusia       | Bielorrusia       |
| 6 de septiembre de 2019, 20:45 | Hamburgo           | Alemania          | Bandera de Alemania          | 2 – 4     | Bandera de los Países Bajos  | Países Bajos      |
| 9 de septiembre de 2019, 20:45 | Belfast            | Irlanda del Norte | Bandera de Irlanda del Norte | 0 – 2     | Bandera de Alemania          | Alemania          |
| 9 de septiembre de 2019, 20:45 | Tallin             | Estonia           | Bandera de Estonia           | 0 – 4     | Bandera de los Países Bajos  | Países Bajos      |
| 10 de octubre de 2019, 18:00   | Minsk              | Bielorrusia       | Bandera de Bielorrusia       | 0 – 0     | Bandera de Estonia           | Estonia           |
| 10 de octubre de 2019, 20:45   | Róterdam           | Países Bajos      | Bandera de los Países Bajos  | 3 – 1     | Bandera de Irlanda del Norte | Irlanda del Norte |
| 13 de octubre de 2019, 18:00   | Minsk              | Bielorrusia       | Bandera de Bielorrusia       | 1 – 2     | Bandera de los Países Bajos  | Países Bajos      |
| 13 de octubre de 2019, 20:45   | Tallin             | Estonia           | Bandera de Estonia           | 0 – 3     | Bandera de Alemania          | Alemania          |
| 16 de noviembre de 2019, 20:45 | Belfast            | Irlanda del Norte | Bandera de Irlanda del Norte | 0 – 0     | Bandera de los Países Bajos  | Países Bajos      |
| 16 de noviembre de 2019, 20:45 | Mönchengladbach    | Alemania          | Bandera de Alemania          | 4 – 0     | Bandera de Bielorrusia       | Bielorrusia       |
| 19 de noviembre de 2019, 20:45 | Ámsterdam          | Países Bajos      | Bandera de los Países Bajos  | 5 – 0     | Bandera de Estonia           | Estonia           |
| 19 de noviembre de 2019, 20:45 | Fráncfort del Meno | Alemania          | Bandera de Alemania          | 6 – 1     | Bandera de Irlanda del Norte | Irlanda del Norte |

### Grupo D
| Pos. | Equipo    | Pts. | PJ | G | E | P | GF | GC | Dif. | Clasificación                  |
| ---- | --------- | ---- | -- | - | - | - | -- | -- | ---- | ------------------------------ |
| 1    | Suiza     | 17   | 8  | 5 | 2 | 1 | 19 | 6  | +13  | Eurocopa 2020                  |
| 2    | Dinamarca | 16   | 8  | 4 | 4 | 0 | 23 | 6  | +17  | Eurocopa 2020                  |
| 3    | Irlanda   | 14   | 7  | 4 | 2 | 1 | 7  | 5  | +2   | Play-offs vía Liga de Naciones |
| 4    | Georgia   | 8    | 8  | 2 | 2 | 4 | 7  | 11 | −4   | Play-offs vía Liga de Naciones |
| 5    | Gibraltar | 0    | 8  | 0 | 0 | 8 | 3  | 31 | −28  |                                |

 Fuente: UEFA
Criterios de clasificación: Puntos directos · Diferencia de goles en partidos directos · Goles a favor en partidos directos · Diferencia de goles
| Fecha                          | Lugar      | Local     |                      | Resultado |                      | Visitante |
| ------------------------------ | ---------- | --------- | -------------------- | --------- | -------------------- | --------- |
| 23 de marzo de 2019, 15:00     | Tiflis     | Georgia   | Bandera de Georgia   | 0 – 2     | Bandera de Suiza     | Suiza     |
| 23 de marzo de 2019, 18:00     | Gibraltar  | Gibraltar | Bandera de Gibraltar | 0 – 1     | Bandera de Irlanda   | Irlanda   |
| 26 de marzo de 2019, 20:45     | Basilea    | Suiza     | Bandera de Suiza     | 3 – 3     | Bandera de Dinamarca | Dinamarca |
| 26 de marzo de 2019, 20:45     | Dublín     | Irlanda   | Bandera de Irlanda   | 1 – 0     | Bandera de Georgia   | Georgia   |
| 7 de junio de 2019, 18:00      | Tiflis     | Georgia   | Bandera de Georgia   | 3 – 0     | Bandera de Gibraltar | Gibraltar |
| 7 de junio de 2019, 20:45      | Copenhague | Dinamarca | Bandera de Dinamarca | 1 – 1     | Bandera de Irlanda   | Irlanda   |
| 10 de junio de 2019, 20:45     | Dublín     | Irlanda   | Bandera de Irlanda   | 2 – 0     | Bandera de Gibraltar | Gibraltar |
| 10 de junio de 2019, 20:45     | Copenhague | Dinamarca | Bandera de Dinamarca | 5 – 1     | Bandera de Georgia   | Georgia   |
| 5 de septiembre de 2019, 20:45 | Dublín     | Irlanda   | Bandera de Irlanda   | 1 – 1     | Bandera de Suiza     | Suiza     |
| 5 de septiembre de 2019, 20:45 | Gibraltar  | Gibraltar | Bandera de Gibraltar | 0 – 6     | Bandera de Dinamarca | Dinamarca |
| 8 de septiembre de 2019, 18:00 | Sion       | Suiza     | Bandera de Suiza     | 4 – 0     | Bandera de Gibraltar | Gibraltar |
| 8 de septiembre de 2019, 18:00 | Tiflis     | Georgia   | Bandera de Georgia   | 0 – 0     | Bandera de Dinamarca | Dinamarca |
| 12 de octubre de 2019, 15:00   | Tiflis     | Georgia   | Bandera de Georgia   | 0 – 0     | Bandera de Irlanda   | Irlanda   |
| 12 de octubre de 2019, 18:00   | Copenhague | Dinamarca | Bandera de Dinamarca | 1 – 0     | Bandera de Suiza     | Suiza     |
| 15 de octubre de 2019, 20:45   | Ginebra    | Suiza     | Bandera de Suiza     | 2 – 0     | Bandera de Irlanda   | Irlanda   |
| 15 de octubre de 2019, 20:45   | Gibraltar  | Gibraltar | Bandera de Gibraltar | 2 – 3     | Bandera de Georgia   | Georgia   |
| 15 de noviembre de 2019, 20:45 | San Galo   | Suiza     | Bandera de Suiza     | 1 – 0     | Bandera de Georgia   | Georgia   |
| 15 de noviembre de 2019, 20:45 | Copenhague | Dinamarca | Bandera de Dinamarca | 6 – 0     | Bandera de Gibraltar | Gibraltar |
| 18 de noviembre de 2019, 20:45 | Dublín     | Irlanda   | Bandera de Irlanda   | 1 – 1     | Bandera de Dinamarca | Dinamarca |
| 18 de noviembre de 2019, 20:45 | Gibraltar  | Gibraltar | Bandera de Gibraltar | 1 – 6     | Bandera de Suiza     | Suiza     |

### Grupo E
| Pos. | Equipo     | Pts. | PJ | G | E | P | GF | GC | Dif. | Clasificación                  |
| ---- | ---------- | ---- | -- | - | - | - | -- | -- | ---- | ------------------------------ |
| 1    | Croacia    | 17   | 8  | 5 | 2 | 1 | 17 | 7  | +10  | Eurocopa 2020                  |
| 2    | Gales      | 14   | 8  | 4 | 2 | 2 | 10 | 6  | +4   | Eurocopa 2020                  |
| 3    | Eslovaquia | 13   | 8  | 4 | 1 | 3 | 13 | 11 | +2   | Play-offs vía Liga de Naciones |
| 4    | Hungría    | 12   | 8  | 4 | 0 | 4 | 8  | 11 | −3   | Play-offs vía Liga de Naciones |
| 5    | Azerbaiyán | 1    | 8  | 0 | 1 | 7 | 5  | 18 | −13  |                                |

 Fuente: UEFA
Criterios de clasificación: Puntos directos · Diferencia de goles en partidos directos · Goles a favor en partidos directos · Diferencia de goles
| Fecha                          | Lugar      | Local      |                       | Resultado |                       | Visitante  |
| ------------------------------ | ---------- | ---------- | --------------------- | --------- | --------------------- | ---------- |
| 21 de marzo de 2019, 20:45     | Trnava     | Eslovaquia | Bandera de Eslovaquia | 2 – 0     | Bandera de Hungría    | Hungría    |
| 21 de marzo de 2019, 20:45     | Zagreb     | Croacia    | Bandera de Croacia    | 2 – 1     | Bandera de Azerbaiyán | Azerbaiyán |
| 24 de marzo de 2019, 15:00     | Cardiff    | Gales      | Bandera de Gales      | 1 – 0     | Bandera de Eslovaquia | Eslovaquia |
| 24 de marzo de 2019, 18:00     | Budapest   | Hungría    | Bandera de Hungría    | 2 – 1     | Bandera de Croacia    | Croacia    |
| 8 de junio de 2019, 15:00      | Osijek     | Croacia    | Bandera de Croacia    | 2 – 1     | Bandera de Gales      | Gales      |
| 8 de junio de 2019, 18:00      | Bakú       | Azerbaiyán | Bandera de Azerbaiyán | 1 – 3     | Bandera de Hungría    | Hungría    |
| 11 de junio de 2019, 18:00     | Bakú       | Azerbaiyán | Bandera de Azerbaiyán | 1 – 5     | Bandera de Eslovaquia | Eslovaquia |
| 11 de junio de 2019, 20:45     | Budapest   | Hungría    | Bandera de Hungría    | 1 – 0     | Bandera de Gales      | Gales      |
| 6 de septiembre de 2019, 20:45 | Cardiff    | Gales      | Bandera de Gales      | 2 – 1     | Bandera de Azerbaiyán | Azerbaiyán |
| 6 de septiembre de 2019, 20:45 | Bratislava | Eslovaquia | Bandera de Eslovaquia | 0 – 4     | Bandera de Croacia    | Croacia    |
| 9 de septiembre de 2019, 18:00 | Bakú       | Azerbaiyán | Bandera de Azerbaiyán | 1 – 1     | Bandera de Croacia    | Croacia    |
| 9 de septiembre de 2019, 20:45 | Budapest   | Hungría    | Bandera de Hungría    | 1 – 2     | Bandera de Eslovaquia | Eslovaquia |
| 10 de octubre de 2019, 20:45   | Trnava     | Eslovaquia | Bandera de Eslovaquia | 1 – 1     | Bandera de Gales      | Gales      |
| 10 de octubre de 2019, 20:45   | Split      | Croacia    | Bandera de Croacia    | 3 – 0     | Bandera de Hungría    | Hungría    |
| 13 de octubre de 2019, 18:00   | Budapest   | Hungría    | Bandera de Hungría    | 1 – 0     | Bandera de Azerbaiyán | Azerbaiyán |
| 13 de octubre de 2019, 20:45   | Cardiff    | Gales      | Bandera de Gales      | 1 – 1     | Bandera de Croacia    | Croacia    |
| 16 de noviembre de 2019, 18:00 | Bakú       | Azerbaiyán | Bandera de Azerbaiyán | 0 – 2     | Bandera de Gales      | Gales      |
| 16 de noviembre de 2019, 20:45 | Rijeka     | Croacia    | Bandera de Croacia    | 3 – 1     | Bandera de Eslovaquia | Eslovaquia |
| 19 de noviembre de 2019, 20:45 | Cardiff    | Gales      | Bandera de Gales      | 2 – 0     | Bandera de Hungría    | Hungría    |
| 19 de noviembre de 2019, 20:45 | Trnava     | Eslovaquia | Bandera de Eslovaquia | 2 – 0     | Bandera de Azerbaiyán | Azerbaiyán |

### Grupo F
| Pos. | Equipo      | Pts. | PJ | G | E | P | GF | GC | Dif. | Clasificación                  |
| ---- | ----------- | ---- | -- | - | - | - | -- | -- | ---- | ------------------------------ |
| 1    | España      | 26   | 10 | 8 | 2 | 0 | 31 | 5  | +26  | Eurocopa 2020                  |
| 2    | Suecia      | 21   | 10 | 6 | 3 | 1 | 23 | 9  | +14  | Eurocopa 2020                  |
| 3    | Noruega     | 17   | 10 | 4 | 5 | 1 | 19 | 11 | +8   | Play-offs vía Liga de Naciones |
| 4    | Rumania     | 14   | 10 | 4 | 2 | 4 | 17 | 15 | +2   | Play-offs vía Liga de Naciones |
| 5    | Islas Feroe | 3    | 10 | 1 | 0 | 9 | 4  | 30 | −26  |                                |
| 6    | Malta       | 3    | 10 | 1 | 0 | 9 | 3  | 27 | −24  |                                |

 Fuente: UEFA
Criterios de clasificación: Puntos directos · Diferencia de goles en partidos directos · Goles a favor en partidos directos · Diferencia de goles
| Fecha                          | Lugar       | Local       |                        | Resultado |                        | Visitante   |
| ------------------------------ | ----------- | ----------- | ---------------------- | --------- | ---------------------- | ----------- |
| 23 de marzo de 2019, 18:00     | Solna       | Suecia      | Bandera de Suecia      | 2 – 1     | Bandera de Rumania     | Rumania     |
| 23 de marzo de 2019, 18:00     | Ta' Qali    | Malta       | Bandera de Malta       | 2 – 1     | Bandera de Islas Feroe | Islas Feroe |
| 23 de marzo de 2019, 20:45     | Valencia    | España      | Bandera de España      | 2 – 1     | Bandera de Noruega     | Noruega     |
| 26 de marzo de 2019, 20:45     | Cluj-Napoca | Rumania     | Bandera de Rumania     | 4 – 1     | Bandera de Islas Feroe | Islas Feroe |
| 26 de marzo de 2019, 20:45     | Oslo        | Noruega     | Bandera de Noruega     | 3 – 3     | Bandera de Suecia      | Suecia      |
| 26 de marzo de 2019, 20:45     | Ta' Qali    | Malta       | Bandera de Malta       | 0 – 2     | Bandera de España      | España      |
| 7 de junio de 2019, 20:45      | Estocolmo   | Suecia      | Bandera de Suecia      | 3 – 0     | Bandera de Malta       | Malta       |
| 7 de junio de 2019, 20:45      | Oslo        | Noruega     | Bandera de Noruega     | 2 – 2     | Bandera de Rumania     | Rumania     |
| 7 de junio de 2019, 20:45      | Tórshavn    | Islas Feroe | Bandera de Islas Feroe | 1 – 4     | Bandera de España      | España      |
| 10 de junio de 2019, 20:45     | Madrid      | España      | Bandera de España      | 3 – 0     | Bandera de Suecia      | Suecia      |
| 10 de junio de 2019, 20:45     | Ta' Qali    | Malta       | Bandera de Malta       | 0 – 4     | Bandera de Rumania     | Rumania     |
| 10 de junio de 2019, 20:45     | Tórshavn    | Islas Feroe | Bandera de Islas Feroe | 0 – 2     | Bandera de Noruega     | Noruega     |
| 5 de septiembre de 2019, 20:45 | Bucarest    | Rumania     | Bandera de Rumania     | 1 – 2     | Bandera de España      | España      |
| 5 de septiembre de 2019, 20:45 | Oslo        | Noruega     | Bandera de Noruega     | 2 – 0     | Bandera de Malta       | Malta       |
| 5 de septiembre de 2019, 20:45 | Tórshavn    | Islas Feroe | Bandera de Islas Feroe | 0 – 4     | Bandera de Suecia      | Suecia      |
| 8 de septiembre de 2019, 18:00 | Ploiești    | Rumania     | Bandera de Rumania     | 1 – 0     | Bandera de Malta       | Malta       |
| 8 de septiembre de 2019, 20:45 | Estocolmo   | Suecia      | Bandera de Suecia      | 1 – 1     | Bandera de Noruega     | Noruega     |
| 8 de septiembre de 2019, 20:45 | Gijón       | España      | Bandera de España      | 4 – 0     | Bandera de Islas Feroe | Islas Feroe |
| 12 de octubre de 2019, 18:00   | Tórshavn    | Islas Feroe | Bandera de Islas Feroe | 0 – 3     | Bandera de Rumania     | Rumania     |
| 12 de octubre de 2019, 20:45   | Oslo        | Noruega     | Bandera de Noruega     | 1 – 1     | Bandera de España      | España      |
| 12 de octubre de 2019, 20:45   | Ta' Qali    | Malta       | Bandera de Malta       | 0 – 4     | Bandera de Suecia      | Suecia      |
| 15 de octubre de 2019, 20:45   | Estocolmo   | Suecia      | Bandera de Suecia      | 1 – 1     | Bandera de España      | España      |
| 15 de octubre de 2019, 20:45   | Bucarest    | Rumania     | Bandera de Rumania     | 1 – 1     | Bandera de Noruega     | Noruega     |
| 15 de octubre de 2019, 20:45   | Tórshavn    | Islas Feroe | Bandera de Islas Feroe | 1 – 0     | Bandera de Malta       | Malta       |
| 15 de noviembre de 2019, 18:00 | Oslo        | Noruega     | Bandera de Noruega     | 4 – 0     | Bandera de Islas Feroe | Islas Feroe |
| 15 de noviembre de 2019, 20:45 | Cádiz       | España      | Bandera de España      | 7 – 0     | Bandera de Malta       | Malta       |
| 15 de noviembre de 2019, 20:45 | Bucarest    | Rumania     | Bandera de Rumania     | 0 – 2     | Bandera de Suecia      | Suecia      |
| 18 de noviembre de 2019, 20:45 | Estocolmo   | Suecia      | Bandera de Suecia      | 3 – 0     | Bandera de Islas Feroe | Islas Feroe |
| 18 de noviembre de 2019, 20:45 | Madrid      | España      | Bandera de España      | 5 – 0     | Bandera de Rumania     | Rumania     |
| 18 de noviembre de 2019, 20:45 | Ta' Qali    | Malta       | Bandera de Malta       | 1 – 2     | Bandera de Noruega     | Noruega     |

### Grupo G
| Pos. | Equipo              | Pts. | PJ | G | E | P | GF | GC | Dif. | Clasificación                  |
| ---- | ------------------- | ---- | -- | - | - | - | -- | -- | ---- | ------------------------------ |
| 1    | Polonia             | 25   | 10 | 8 | 1 | 1 | 18 | 5  | +13  | Eurocopa 2020                  |
| 2    | Austria             | 19   | 10 | 6 | 1 | 3 | 19 | 9  | +10  | Eurocopa 2020                  |
| 3    | Macedonia del Norte | 14   | 10 | 4 | 2 | 4 | 12 | 13 | −1   | Play-offs vía Liga de Naciones |
| 4    | Eslovenia           | 14   | 10 | 4 | 2 | 4 | 16 | 11 | +5   |                                |
| 5    | Israel              | 9    | 10 | 2 | 3 | 5 | 16 | 18 | −2   | Play-offs vía Liga de Naciones |
| 6    | Letonia             | 3    | 10 | 1 | 0 | 9 | 3  | 28 | −25  |                                |

 Fuente: UEFA
Criterios de clasificación: Puntos directos · Diferencia de goles en partidos directos · Goles a favor en partidos directos · Diferencia de goles
| Fecha                          | Lugar      | Local               |                                | Resultado |                                | Visitante           |
| ------------------------------ | ---------- | ------------------- | ------------------------------ | --------- | ------------------------------ | ------------------- |
| 21 de marzo de 2019, 20:45     | Haifa      | Israel              | Bandera de Israel              | 1 – 1     | Bandera de Eslovenia           | Eslovenia           |
| 21 de marzo de 2019, 20:45     | Skopie     | Macedonia del Norte | Bandera de Macedonia del Norte | 3 – 1     | Bandera de Letonia             | Letonia             |
| 21 de marzo de 2019, 20:45     | Viena      | Austria             | Bandera de Austria             | 0 – 1     | Bandera de Polonia             | Polonia             |
| 24 de marzo de 2019, 18:00     | Haifa      | Israel              | Bandera de Israel              | 4 – 2     | Bandera de Austria             | Austria             |
| 24 de marzo de 2019, 20:45     | Liubliana  | Eslovenia           | Bandera de Eslovenia           | 1 – 1     | Bandera de Macedonia del Norte | Macedonia del Norte |
| 24 de marzo de 2019, 20:45     | Varsovia   | Polonia             | Bandera de Polonia             | 2 – 0     | Bandera de Letonia             | Letonia             |
| 7 de junio de 2019, 20:45      | Riga       | Letonia             | Bandera de Letonia             | 0 – 3     | Bandera de Israel              | Israel              |
| 7 de junio de 2019, 20:45      | Skopie     | Macedonia del Norte | Bandera de Macedonia del Norte | 0 – 1     | Bandera de Polonia             | Polonia             |
| 7 de junio de 2019, 20:45      | Klagenfurt | Austria             | Bandera de Austria             | 1 – 0     | Bandera de Eslovenia           | Eslovenia           |
| 10 de junio de 2019, 20:45     | Varsovia   | Polonia             | Bandera de Polonia             | 4 – 0     | Bandera de Israel              | Israel              |
| 10 de junio de 2019, 20:45     | Riga       | Letonia             | Bandera de Letonia             | 0 – 5     | Bandera de Eslovenia           | Eslovenia           |
| 10 de junio de 2019, 20:45     | Skopie     | Macedonia del Norte | Bandera de Macedonia del Norte | 1 – 4     | Bandera de Austria             | Austria             |
| 5 de septiembre de 2019, 20:45 | Beersheba  | Israel              | Bandera de Israel              | 1 – 1     | Bandera de Macedonia del Norte | Macedonia del Norte |
| 6 de septiembre de 2019, 20:45 | Liubliana  | Eslovenia           | Bandera de Eslovenia           | 2 – 0     | Bandera de Polonia             | Polonia             |
| 6 de septiembre de 2019, 20:45 | Salzburgo  | Austria             | Bandera de Austria             | 6 – 0     | Bandera de Letonia             | Letonia             |
| 9 de septiembre de 2019, 20:45 | Liubliana  | Eslovenia           | Bandera de Eslovenia           | 3 – 2     | Bandera de Israel              | Israel              |
| 9 de septiembre de 2019, 20:45 | Varsovia   | Polonia             | Bandera de Polonia             | 0 – 0     | Bandera de Austria             | Austria             |
| 9 de septiembre de 2019, 20:45 | Riga       | Letonia             | Bandera de Letonia             | 0 – 2     | Bandera de Macedonia del Norte | Macedonia del Norte |
| 10 de octubre de 2019, 20:45   | Riga       | Letonia             | Bandera de Letonia             | 0 – 3     | Bandera de Polonia             | Polonia             |
| 10 de octubre de 2019, 20:45   | Skopie     | Macedonia del Norte | Bandera de Macedonia del Norte | 2 – 1     | Bandera de Eslovenia           | Eslovenia           |
| 10 de octubre de 2019, 20:45   | Viena      | Austria             | Bandera de Austria             | 3 – 1     | Bandera de Israel              | Israel              |
| 13 de octubre de 2019, 20:45   | Liubliana  | Eslovenia           | Bandera de Eslovenia           | 0 – 1     | Bandera de Austria             | Austria             |
| 13 de octubre de 2019, 20:45   | Varsovia   | Polonia             | Bandera de Polonia             | 2 – 0     | Bandera de Macedonia del Norte | Macedonia del Norte |
| 15 de octubre de 2019, 20:45   | Beersheba  | Israel              | Bandera de Israel              | 3 – 1     | Bandera de Letonia             | Letonia             |
| 16 de noviembre de 2019, 18:00 | Liubliana  | Eslovenia           | Bandera de Eslovenia           | 1 – 0     | Bandera de Letonia             | Letonia             |
| 16 de noviembre de 2019, 20:45 | Jerusalén  | Israel              | Bandera de Israel              | 1 – 2     | Bandera de Polonia             | Polonia             |
| 16 de noviembre de 2019, 20:45 | Viena      | Austria             | Bandera de Austria             | 2 – 1     | Bandera de Macedonia del Norte | Macedonia del Norte |
| 19 de noviembre de 2019, 20:45 | Varsovia   | Polonia             | Bandera de Polonia             | 3 – 2     | Bandera de Eslovenia           | Eslovenia           |
| 19 de noviembre de 2019, 20:45 | Riga       | Letonia             | Bandera de Letonia             | 1 – 0     | Bandera de Austria             | Austria             |
| 19 de noviembre de 2019, 20:45 | Skopie     | Macedonia del Norte | Bandera de Macedonia del Norte | 1 – 0     | Bandera de Israel              | Israel              |

### Grupo H
| Pos. | Equipo   | Pts. | PJ | G | E | P | GF | GC | Dif. | Clasificación                  |
| ---- | -------- | ---- | -- | - | - | - | -- | -- | ---- | ------------------------------ |
| 1    | Francia  | 25   | 10 | 8 | 1 | 1 | 25 | 6  | +19  | Eurocopa 2020                  |
| 2    | Turquía  | 23   | 10 | 7 | 2 | 1 | 18 | 3  | +15  | Eurocopa 2020                  |
| 3    | Islandia | 19   | 10 | 6 | 1 | 3 | 14 | 11 | +3   | Play-offs vía Liga de Naciones |
| 4    | Albania  | 13   | 10 | 4 | 1 | 5 | 16 | 14 | +2   |                                |
| 5    | Andorra  | 4    | 10 | 1 | 1 | 8 | 3  | 20 | −17  |                                |
| 6    | Moldavia | 3    | 10 | 1 | 0 | 9 | 4  | 26 | −22  |                                |

 Fuente: UEFA
Criterios de clasificación: Puntos directos · Diferencia de goles en partidos directos · Goles a favor en partidos directos · Diferencia de goles
| Fecha                           | Lugar            | Local    |                     | Resultado |                     | Visitante |
| ------------------------------- | ---------------- | -------- | ------------------- | --------- | ------------------- | --------- |
| 22 de marzo de 2019, 20:45      | Chisináu         | Moldavia | Bandera de Moldavia | 1 – 4     | Bandera de Francia  | Francia   |
| 22 de marzo de 2019, 20:45      | Andorra la Vieja | Andorra  | Bandera de Andorra  | 0 – 2     | Bandera de Islandia | Islandia  |
| 22 de marzo de 2019, 20:45      | Shkodër          | Albania  | Bandera de Albania  | 0 – 2     | Bandera de Turquía  | Turquía   |
| 25 de marzo de 2019, 18:00      | Eskişehir        | Turquía  | Bandera de Turquía  | 4 – 0     | Bandera de Moldavia | Moldavia  |
| 25 de marzo de 2019, 20:45      | Saint-Denis      | Francia  | Bandera de Francia  | 4 – 0     | Bandera de Islandia | Islandia  |
| 25 de marzo de 2019, 20:45      | Andorra la Vieja | Andorra  | Bandera de Andorra  | 0 – 3     | Bandera de Albania  | Albania   |
| 8 de junio de 2019, 15:00       | Reykjavik        | Islandia | Bandera de Islandia | 1 – 0     | Bandera de Albania  | Albania   |
| 8 de junio de 2019, 18:00       | Chisináu         | Moldavia | Bandera de Moldavia | 1 – 0     | Bandera de Andorra  | Andorra   |
| 8 de junio de 2019, 20:45       | Konya            | Turquía  | Bandera de Turquía  | 2 – 0     | Bandera de Francia  | Francia   |
| 11 de junio de 2019, 20:45      | Reykjavik        | Islandia | Bandera de Islandia | 2 – 1     | Bandera de Turquía  | Turquía   |
| 11 de junio de 2019, 20:45      | Andorra la Vieja | Andorra  | Bandera de Andorra  | 0 – 4     | Bandera de Francia  | Francia   |
| 11 de junio de 2019, 20:45      | Elbasan          | Albania  | Bandera de Albania  | 2 – 0     | Bandera de Moldavia | Moldavia  |
| 7 de septiembre de 2019, 18:00  | Reykjavik        | Islandia | Bandera de Islandia | 3 – 0     | Bandera de Moldavia | Moldavia  |
| 7 de septiembre de 2019, 20:45  | Estambul         | Turquía  | Bandera de Turquía  | 1 – 0     | Bandera de Andorra  | Andorra   |
| 7 de septiembre de 2019, 20:45  | Saint-Denis      | Francia  | Bandera de Francia  | 4 – 1     | Bandera de Albania  | Albania   |
| 10 de septiembre de 2019, 20:45 | Chisináu         | Moldavia | Bandera de Moldavia | 0 – 4     | Bandera de Turquía  | Turquía   |
| 10 de septiembre de 2019, 20:45 | Saint-Denis      | Francia  | Bandera de Francia  | 3 – 0     | Bandera de Andorra  | Andorra   |
| 10 de septiembre de 2019, 20:45 | Elbasan          | Albania  | Bandera de Albania  | 4 – 2     | Bandera de Islandia | Islandia  |
| 11 de octubre de 2019, 20:45    | Estambul         | Turquía  | Bandera de Turquía  | 1 – 0     | Bandera de Albania  | Albania   |
| 11 de octubre de 2019, 20:45    | Reykjavik        | Islandia | Bandera de Islandia | 0 – 1     | Bandera de Francia  | Francia   |
| 11 de octubre de 2019, 20:45    | Andorra la Vieja | Andorra  | Bandera de Andorra  | 1 – 0     | Bandera de Moldavia | Moldavia  |
| 14 de octubre de 2019, 20:45    | Chisináu         | Moldavia | Bandera de Moldavia | 0 – 4     | Bandera de Albania  | Albania   |
| 14 de octubre de 2019, 20:45    | Reykjavik        | Islandia | Bandera de Islandia | 2 – 0     | Bandera de Andorra  | Andorra   |
| 14 de octubre de 2019, 20:45    | Saint-Denis      | Francia  | Bandera de Francia  | 1 – 1     | Bandera de Turquía  | Turquía   |
| 14 de noviembre de 2019, 18:00  | Estambul         | Turquía  | Bandera de Turquía  | 0 – 0     | Bandera de Islandia | Islandia  |
| 14 de noviembre de 2019, 20:45  | Saint-Denis      | Francia  | Bandera de Francia  | 2 – 1     | Bandera de Moldavia | Moldavia  |
| 14 de noviembre de 2019, 20:45  | Elbasan          | Albania  | Bandera de Albania  | 2 – 2     | Bandera de Andorra  | Andorra   |
| 17 de noviembre de 2019, 20:45  | Chisináu         | Moldavia | Bandera de Moldavia | 1 – 2     | Bandera de Islandia | Islandia  |
| 17 de noviembre de 2019, 20:45  | Andorra la Vieja | Andorra  | Bandera de Andorra  | 0 – 2     | Bandera de Turquía  | Turquía   |
| 17 de noviembre de 2019, 20:45  | Tirana           | Albania  | Bandera de Albania  | 0 – 2     | Bandera de Francia  | Francia   |

### Grupo I
| Pos. | Equipo     | Pts. | PJ | G  | E | P  | GF | GC | Dif. | Clasificación                  |
| ---- | ---------- | ---- | -- | -- | - | -- | -- | -- | ---- | ------------------------------ |
| 1    | Bélgica    | 30   | 10 | 10 | 0 | 0  | 40 | 3  | +37  | Eurocopa 2020                  |
| 2    | Rusia      | 24   | 10 | 8  | 0 | 2  | 33 | 8  | +25  | Eurocopa 2020                  |
| 3    | Escocia    | 15   | 10 | 5  | 0 | 5  | 16 | 19 | −3   | Play-offs vía Liga de Naciones |
| 4    | Chipre     | 10   | 10 | 3  | 1 | 6  | 15 | 20 | −5   |                                |
| 5    | Kazajistán | 10   | 10 | 3  | 1 | 6  | 13 | 17 | −4   |                                |
| 6    | San Marino | 0    | 10 | 0  | 0 | 10 | 1  | 51 | −50  |                                |

 Fuente: UEFA
Criterios de clasificación: Puntos directos · Diferencia de goles en partidos directos · Goles a favor en partidos directos · Diferencia de goles
| Fecha                          | Lugar           | Local      |                       | Resultado |                       | Visitante  |
| ------------------------------ | --------------- | ---------- | --------------------- | --------- | --------------------- | ---------- |
| 21 de marzo de 2019, 16:00     | Astaná          | Kazajistán | Bandera de Kazajistán | 3 – 0     | Bandera de Escocia    | Escocia    |
| 21 de marzo de 2019, 18:00     | Nicosia         | Chipre     | Bandera de Chipre     | 5 – 0     | Bandera de San Marino | San Marino |
| 21 de marzo de 2019, 20:45     | Bruselas        | Bélgica    | Bandera de Bélgica    | 3 – 1     | Bandera de Rusia      | Rusia      |
| 24 de marzo de 2019, 15:00     | Astaná          | Kazajistán | Bandera de Kazajistán | 0 – 4     | Bandera de Rusia      | Rusia      |
| 24 de marzo de 2019, 18:00     | Serravalle      | San Marino | Bandera de San Marino | 0 – 2     | Bandera de Escocia    | Escocia    |
| 24 de marzo de 2019, 20:45     | Nicosia         | Chipre     | Bandera de Chipre     | 0 – 2     | Bandera de Bélgica    | Bélgica    |
| 8 de junio de 2019, 18:00      | Saransk         | Rusia      | Bandera de Rusia      | 9 – 0     | Bandera de San Marino | San Marino |
| 8 de junio de 2019, 20:45      | Glasgow         | Escocia    | Bandera de Escocia    | 2 – 1     | Bandera de Chipre     | Chipre     |
| 8 de junio de 2019, 20:45      | Bruselas        | Bélgica    | Bandera de Bélgica    | 3 – 0     | Bandera de Kazajistán | Kazajistán |
| 11 de junio de 2019, 16:00     | Astaná          | Kazajistán | Bandera de Kazajistán | 4 – 0     | Bandera de San Marino | San Marino |
| 11 de junio de 2019, 20:45     | Nizhni Nóvgorod | Rusia      | Bandera de Rusia      | 1 – 0     | Bandera de Chipre     | Chipre     |
| 11 de junio de 2019, 20:45     | Bruselas        | Bélgica    | Bandera de Bélgica    | 3 – 0     | Bandera de Escocia    | Escocia    |
| 6 de septiembre de 2019, 18:00 | Nicosia         | Chipre     | Bandera de Chipre     | 1 – 1     | Bandera de Kazajistán | Kazajistán |
| 6 de septiembre de 2019, 20:45 | Glasgow         | Escocia    | Bandera de Escocia    | 1 – 2     | Bandera de Rusia      | Rusia      |
| 6 de septiembre de 2019, 20:45 | Serravalle      | San Marino | Bandera de San Marino | 0 – 4     | Bandera de Bélgica    | Bélgica    |
| 9 de septiembre de 2019, 18:00 | Glasgow         | Escocia    | Bandera de Escocia    | 0 – 4     | Bandera de Bélgica    | Bélgica    |
| 9 de septiembre de 2019, 20:45 | Serravalle      | San Marino | Bandera de San Marino | 0 – 4     | Bandera de Chipre     | Chipre     |
| 9 de septiembre de 2019, 20:45 | Kaliningrado    | Rusia      | Bandera de Rusia      | 1 – 0     | Bandera de Kazajistán | Kazajistán |
| 10 de octubre de 2019, 16:00   | Astaná          | Kazajistán | Bandera de Kazajistán | 1 – 2     | Bandera de Chipre     | Chipre     |
| 10 de octubre de 2019, 20:45   | Moscú           | Rusia      | Bandera de Rusia      | 4 – 0     | Bandera de Escocia    | Escocia    |
| 10 de octubre de 2019, 20:45   | Bruselas        | Bélgica    | Bandera de Bélgica    | 9 – 0     | Bandera de San Marino | San Marino |
| 13 de octubre de 2019, 15:00   | Astaná          | Kazajistán | Bandera de Kazajistán | 0 – 2     | Bandera de Bélgica    | Bélgica    |
| 13 de octubre de 2019, 18:00   | Glasgow         | Escocia    | Bandera de Escocia    | 6 – 0     | Bandera de San Marino | San Marino |
| 13 de octubre de 2019, 18:00   | Nicosia         | Chipre     | Bandera de Chipre     | 0 – 5     | Bandera de Rusia      | Rusia      |
| 16 de noviembre de 2019, 15:00 | Nicosia         | Chipre     | Bandera de Chipre     | 1 – 2     | Bandera de Escocia    | Escocia    |
| 16 de noviembre de 2019, 18:00 | Serravalle      | San Marino | Bandera de San Marino | 1 – 3     | Bandera de Kazajistán | Kazajistán |
| 16 de noviembre de 2019, 18:00 | San Petersburgo | Rusia      | Bandera de Rusia      | 1 – 4     | Bandera de Bélgica    | Bélgica    |
| 19 de noviembre de 2019, 20:45 | Bruselas        | Bélgica    | Bandera de Bélgica    | 6 – 1     | Bandera de Chipre     | Chipre     |
| 19 de noviembre de 2019, 20:45 | Serravalle      | San Marino | Bandera de San Marino | 0 – 5     | Bandera de Rusia      | Rusia      |
| 19 de noviembre de 2019, 20:45 | Glasgow         | Escocia    | Bandera de Escocia    | 3 – 1     | Bandera de Kazajistán | Kazajistán |

### Grupo J
| Pos. | Equipo               | Pts. | PJ | G  | E | P | GF | GC | Dif. | Clasificación                  |
| ---- | -------------------- | ---- | -- | -- | - | - | -- | -- | ---- | ------------------------------ |
| 1    | Italia               | 30   | 10 | 10 | 0 | 0 | 37 | 4  | +33  | Eurocopa 2020                  |
| 2    | Finlandia            | 18   | 10 | 6  | 0 | 4 | 16 | 10 | +6   | Eurocopa 2020                  |
| 3    | Grecia               | 14   | 10 | 4  | 2 | 4 | 12 | 14 | −2   |                                |
| 4    | Bosnia y Herzegovina | 13   | 10 | 4  | 1 | 5 | 20 | 17 | +3   | Play-offs vía Liga de Naciones |
| 5    | Armenia              | 10   | 10 | 3  | 1 | 6 | 14 | 25 | −11  |                                |
| 6    | Liechtenstein        | 2    | 10 | 0  | 2 | 8 | 2  | 31 | −29  |                                |

 Fuente: UEFA
Criterios de clasificación: Puntos directos · Diferencia de goles en partidos directos · Goles a favor en partidos directos · Diferencia de goles
| Fecha                          | Lugar    | Local                |                                 | Resultado |                                 | Visitante            |
| ------------------------------ | -------- | -------------------- | ------------------------------- | --------- | ------------------------------- | -------------------- |
| 23 de marzo de 2019, 20:45     | Vaduz    | Liechtenstein        | Bandera de Liechtenstein        | 0 – 2     | Bandera de Grecia               | Grecia               |
| 23 de marzo de 2019, 20:45     | Udine    | Italia               | Bandera de Italia               | 2 – 0     | Bandera de Finlandia            | Finlandia            |
| 23 de marzo de 2019, 20:45     | Sarajevo | Bosnia y Herzegovina | Bandera de Bosnia y Herzegovina | 2 – 1     | Bandera de Armenia              | Armenia              |
| 26 de marzo de 2019, 18:00     | Ereván   | Armenia              | Bandera de Armenia              | 0 – 2     | Bandera de Finlandia            | Finlandia            |
| 26 de marzo de 2019, 20:45     | Parma    | Italia               | Bandera de Italia               | 6 – 0     | Bandera de Liechtenstein        | Liechtenstein        |
| 26 de marzo de 2019, 20:45     | Zenica   | Bosnia y Herzegovina | Bandera de Bosnia y Herzegovina | 2 – 2     | Bandera de Grecia               | Grecia               |
| 8 de junio de 2019, 18:00      | Tampere  | Finlandia            | Bandera de Finlandia            | 2 – 0     | Bandera de Bosnia y Herzegovina | Bosnia y Herzegovina |
| 8 de junio de 2019, 18:00      | Ereván   | Armenia              | Bandera de Armenia              | 3 – 0     | Bandera de Liechtenstein        | Liechtenstein        |
| 8 de junio de 2019, 20:45      | Atenas   | Grecia               | Bandera de Grecia               | 0 – 3     | Bandera de Italia               | Italia               |
| 11 de junio de 2019, 20:45     | Vaduz    | Liechtenstein        | Bandera de Liechtenstein        | 0 – 2     | Bandera de Finlandia            | Finlandia            |
| 11 de junio de 2019, 20:45     | Turín    | Italia               | Bandera de Italia               | 2 – 1     | Bandera de Bosnia y Herzegovina | Bosnia y Herzegovina |
| 11 de junio de 2019, 20:45     | Atenas   | Grecia               | Bandera de Grecia               | 2 – 3     | Bandera de Armenia              | Armenia              |
| 5 de septiembre de 2019, 18:00 | Ereván   | Armenia              | Bandera de Armenia              | 1 – 3     | Bandera de Italia               | Italia               |
| 5 de septiembre de 2019, 20:45 | Tampere  | Finlandia            | Bandera de Finlandia            | 1 – 0     | Bandera de Grecia               | Grecia               |
| 5 de septiembre de 2019, 20:45 | Zenica   | Bosnia y Herzegovina | Bandera de Bosnia y Herzegovina | 5 – 0     | Bandera de Liechtenstein        | Liechtenstein        |
| 8 de septiembre de 2019, 15:00 | Ereván   | Armenia              | Bandera de Armenia              | 4 – 2     | Bandera de Bosnia y Herzegovina | Bosnia y Herzegovina |
| 8 de septiembre de 2019, 20:45 | Atenas   | Grecia               | Bandera de Grecia               | 1 – 1     | Bandera de Liechtenstein        | Liechtenstein        |
| 8 de septiembre de 2019, 20:45 | Tampere  | Finlandia            | Bandera de Finlandia            | 1 – 2     | Bandera de Italia               | Italia               |
| 12 de octubre de 2019, 18:00   | Zenica   | Bosnia y Herzegovina | Bandera de Bosnia y Herzegovina | 4 – 1     | Bandera de Finlandia            | Finlandia            |
| 12 de octubre de 2019, 20:45   | Vaduz    | Liechtenstein        | Bandera de Liechtenstein        | 1 – 1     | Bandera de Armenia              | Armenia              |
| 12 de octubre de 2019, 20:45   | Roma     | Italia               | Bandera de Italia               | 2 – 0     | Bandera de Grecia               | Grecia               |
| 15 de octubre de 2019, 18:00   | Turku    | Finlandia            | Bandera de Finlandia            | 3 – 0     | Bandera de Armenia              | Armenia              |
| 15 de octubre de 2019, 20:45   | Vaduz    | Liechtenstein        | Bandera de Liechtenstein        | 0 – 5     | Bandera de Italia               | Italia               |
| 15 de octubre de 2019, 20:45   | Atenas   | Grecia               | Bandera de Grecia               | 2 – 1     | Bandera de Bosnia y Herzegovina | Bosnia y Herzegovina |
| 15 de noviembre de 2019, 18:00 | Helsinki | Finlandia            | Bandera de Finlandia            | 3 – 0     | Bandera de Liechtenstein        | Liechtenstein        |
| 15 de noviembre de 2019, 18:00 | Ereván   | Armenia              | Bandera de Armenia              | 0 – 1     | Bandera de Grecia               | Grecia               |
| 15 de noviembre de 2019, 20:45 | Zenica   | Bosnia y Herzegovina | Bandera de Bosnia y Herzegovina | 0 – 3     | Bandera de Italia               | Italia               |
| 18 de noviembre de 2019, 20:45 | Vaduz    | Liechtenstein        | Bandera de Liechtenstein        | 0 – 3     | Bandera de Bosnia y Herzegovina | Bosnia y Herzegovina |
| 18 de noviembre de 2019, 20:45 | Palermo  | Italia               | Bandera de Italia               | 9 – 1     | Bandera de Armenia              | Armenia              |
| 18 de noviembre de 2019, 20:45 | Atenas   | Grecia               | Bandera de Grecia               | 2 – 1     | Bandera de Finlandia            | Finlandia            |

## Repesca
Para definir los 4 cupos restantes para la Eurocopa de 2020 se empleará un formato de mini torneos donde los ganadores se clasificarán para la fase final del torneo.
Los horarios corresponden a la hora central europea de verano (UTC+2) para los partidos de octubre y la hora central europea (UTC+1) para los partidos de noviembre.

### Ruta A
|  | Semifinales         | Semifinales |                        |   | Final | Final |
|  |                     |             |                        |   |       |       |
|  | 8 de octubre, 20:45 |             |                        |   |       |       |
|  |                     |             |                        |   |       |       |
|  | Bulgaria            | 0           |                        |   |       |       |
|  | Bulgaria            | 0           | 12 de noviembre, 20:45 |   |       |       |
|  | Hungría             | 2           |                        |   |       |       |
|  | Hungría             | 2           | Hungría                | 1 |       |       |
|  | 8 de octubre, 20:45 |             | Hungría                | 1 |       |       |
|  |                     | Islandia    | 0                      |   |       |       |
|  | Islandia            | Islandia    | 0                      | 3 |       |       |
|  | Islandia            |             |                        | 3 |       |       |
|  | Rumania             | 1           |                        |   |       |       |
|  | Rumania             | 1           |                        |   |       |       |

### Ruta B
|  | Semifinales            | Semifinales        |                        |       | Final | Final |
|  |                        |                    |                        |       |       |       |
|  | 8 de octubre, 20:45    |                    |                        |       |       |       |
|  |                        |                    |                        |       |       |       |
|  | Bosnia y Herzegovina   | 0 (5)              |                        |       |       |       |
|  | Bosnia y Herzegovina   | 0 (5)              | 12 de noviembre, 20:45 |       |       |       |
|  | Irlanda del Norte (p.) | 0 (6)              |                        |       |       |       |
|  | Irlanda del Norte (p.) | 0 (6)              | Irlanda del Norte      | 2     |       |       |
|  | 8 de octubre, 20:45    |                    | Irlanda del Norte      | 2     |       |       |
|  |                        | Eslovaquia (t. s.) | 3                      |       |       |       |
|  | Eslovaquia (p.)        | Eslovaquia (t. s.) | 3                      | 2 (5) |       |       |
|  | Eslovaquia (p.)        |                    |                        | 2 (5) |       |       |
|  | Irlanda                | 2 (3)              |                        |       |       |       |
|  | Irlanda                | 2 (3)              |                        |       |       |       |

### Ruta C
|  | Semifinales         | Semifinales  |                        |       | Final | Final |
|  |                     |              |                        |       |       |       |
|  | 8 de octubre, 20:45 |              |                        |       |       |       |
|  |                     |              |                        |       |       |       |
|  | Noruega             | 0            |                        |       |       |       |
|  | Noruega             | 0            | 12 de noviembre, 20:45 |       |       |       |
|  | Serbia (t. s.)      | 1            |                        |       |       |       |
|  | Serbia (t. s.)      | 1            | Serbia                 | 0 (1) |       |       |
|  | 8 de octubre, 20:45 |              | Serbia                 | 0 (1) |       |       |
|  |                     | Escocia (p.) | 0 (3)                  |       |       |       |
|  | Escocia (p.)        | Escocia (p.) | 0 (3)                  | 1 (4) |       |       |
|  | Escocia (p.)        |              |                        | 1 (4) |       |       |
|  | Israel              | 1 (1)        |                        |       |       |       |
|  | Israel              | 1 (1)        |                        |       |       |       |

### Ruta D
|  | Semifinales         | Semifinales         |                        |   | Final | Final |
|  |                     |                     |                        |   |       |       |
|  | 8 de octubre, 18:00 |                     |                        |   |       |       |
|  |                     |                     |                        |   |       |       |
|  | Georgia             | 5                   |                        |   |       |       |
|  | Georgia             | 5                   | 12 de noviembre, 18:00 |   |       |       |
|  | Bielorrusia         | 0                   |                        |   |       |       |
|  | Bielorrusia         | 0                   | Georgia                | 0 |       |       |
|  | 8 de octubre, 20:45 |                     | Georgia                | 0 |       |       |
|  |                     | Macedonia del Norte | 1                      |   |       |       |
|  | Macedonia del Norte | Macedonia del Norte | 1                      | 2 |       |       |
|  | Macedonia del Norte |                     |                        | 2 |       |       |
|  | Kosovo              | 1                   |                        |   |       |       |
|  | Kosovo              | 1                   |                        |   |       |       |

## Play-offs
| Bandera de Hungría    | Bandera de Eslovaquia | Bandera de Escocia    | Bandera de Macedonia del Norte |
| Hungría               | Eslovaquia            | Escocia               | Macedonia del Norte            |
| Ruta A                | Ruta B                | Ruta C                | Ruta D                         |
| Clasificado: 12/11/20 | Clasificado: 12/11/20 | Clasificado: 12/11/20 | Clasificado: 12/11/20          |

## Goleadores
| Jugador             | Equipo       | Goles |
| ------------------- | ------------ | ----- |
| Cristiano Ronaldo   | Portugal     | 15    |
| Éran Zahavi         | Israel       | 12    |
| Harry Kane          | Inglaterra   | 12    |
| Aleksandar Mitrović | Serbia       | 10    |
| Teemu Pukki         | Finlandia    | 10    |
| Artiom Dziuba       | Rusia        | 9     |
| Serge Gnabry        | Alemania     | 8     |
| Raheem Sterling     | Inglaterra   | 8     |
| Georginio Wijnaldum | Países Bajos | 8     |
| Romelu Lukaku       | Bélgica      | 7     |
| Marko Arnautović    | Austria      | 6     |
| John McGinn         | Escocia      | 6     |
| Olivier Giroud      | Francia      | 6     |
| Memphis Depay       | Países Bajos | 6     |
| Robert Lewandowski  | Polonia      | 6     |
| Claudiu Keșerü      | Rumania      | 6     |

### Jugadores con tres o más goles en un partido
| Pos. | Jugador             | Goles | Fecha                    | Local        |                             | Resultado |                              | Visitante         | Reporte    |
| ---- | ------------------- | ----- | ------------------------ | ------------ | --------------------------- | --------- | ---------------------------- | ----------------- | ---------- |
| 1    | Raheem Sterling     | 3     | 22 de marzo de 2019      | Inglaterra   | Bandera de Inglaterra       | 5 - 0     | Bandera de República Checa   | República Checa   | Jornada 1  |
| 2    | Eran Zahavi         | 3     | 24 de marzo de 2019      | Israel       | Bandera de Israel           | 4 - 2     | Bandera de Austria           | Austria           | Jornada 2  |
| 3    | Eran Zahavi         | 3     | 7 de junio de 2019       | Letonia      | Bandera de Letonia          | 0 - 3     | Bandera de Israel            | Israel            | Jornada 3  |
| 4    | Artem Dzyuba        | 4     | 8 de junio de 2019       | Rusia        | Bandera de Rusia            | 9 - 0     | Bandera de San Marino        | San Marino        | Jornada 3  |
| 5    | Harry Kane          | 3     | 7 de septiembre de 2019  | Inglaterra   | Bandera de Inglaterra       | 4 - 0     | Bandera de Bulgaria          | Bulgaria          | Jornada 5  |
| 6    | Cristiano Ronaldo   | 4     | 10 de septiembre de 2019 | Lituania     | Bandera de Lituania         | 1 - 5     | Bandera de Portugal          | Portugal          | Jornada 6  |
| 7    | Robert Lewandowski  | 3     | 10 de octubre de 2019    | Letonia      | Bandera de Letonia          | 0 - 3     | Bandera de Polonia           | Polonia           | Jornada 7  |
| 8    | John McGinn         | 3     | 13 de octubre de 2019    | Escocia      | Bandera de Escocia          | 6 - 0     | Bandera de San Marino        | San Marino        | Jornada 8  |
| 9    | Cristiano Ronaldo   | 3     | 14 de noviembre de 2019  | Portugal     | Bandera de Portugal         | 6 - 0     | Bandera de Lituania          | Lituania          | Jornada 9  |
| 10   | Harry Kane          | 3     | 14 de noviembre de 2019  | Inglaterra   | Bandera de Inglaterra       | 7 - 0     | Bandera de Montenegro        | Montenegro        | Jornada 9  |
| 11   | Serge Gnabry        | 3     | 19 de noviembre de 2019  | Alemania     | Bandera de Alemania         | 6 - 1     | Bandera de Irlanda del Norte | Irlanda del Norte | Jornada 10 |
| 12   | Georginio Wijnaldum | 3     | 19 de noviembre de 2019  | Países Bajos | Bandera de los Países Bajos | 5 - 0     | Bandera de Estonia           | Estonia           | Jornada 10 |

## Clasificados

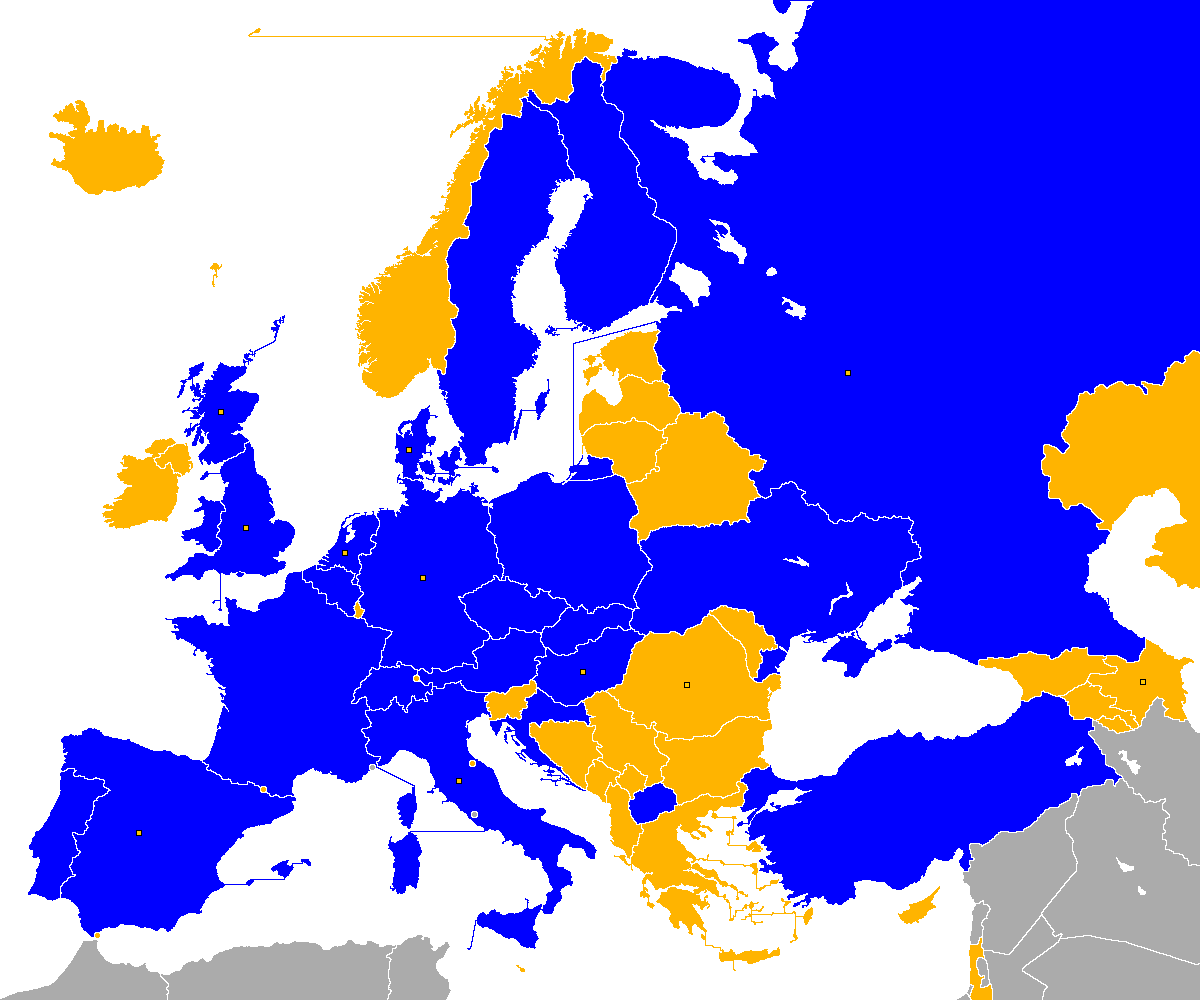
Situación de los países respecto a la clasificación.
Clasificado a la Eurocopa 2020.
Eliminado.
No pertenece a la UEFA.

En la siguiente lista, aparecen los 20 clasificados por medio de este torneo (primera fase) junto a los 4 que se clasifican a través del Play-off.
| Bandera de Bélgica    | Bandera de Italia     | Bandera de Rusia      | Bandera de Polonia    |  |
| Bélgica               | Italia                | Rusia                 | Polonia               |  |
| 1.º Grupo I           | 1.° Grupo J           | 2.º Grupo I           | 1.º Grupo G           |  |
| Clasificado: 10/10/19 | Clasificado: 12/10/19 | Clasificado: 13/10/19 | Clasificado: 13/10/19 |  |

| Bandera de Ucrania    | Bandera de España     | Bandera de Turquía    | Bandera de Francia    |
| Ucrania               | España                | Turquía               | Francia               |
| 1.° Grupo B           | 1.° Grupo F           | 2.° Grupo H           | 1.° Grupo H           |
| Clasificado: 14/10/19 | Clasificado: 15/10/19 | Clasificado: 14/11/19 | Clasificado: 14/11/19 |

| Bandera de Inglaterra | Bandera de República Checa | Bandera de Finlandia  | Bandera de Suecia     |
| Inglaterra            | República Checa            | Finlandia             | Suecia                |
| 1.° Grupo A           | 2.° Grupo A                | 2.° Grupo J           | 2.° Grupo F           |
| Clasificado: 14/11/19 | Clasificado: 14/11/19      | Clasificado: 15/11/19 | Clasificado: 15/11/19 |

| Bandera de Croacia    | Bandera de Alemania   | Bandera de los Países Bajos | Bandera de Austria    |
| Croacia               | Alemania              | Países Bajos                | Austria               |
| 1.° Grupo E           | 1.° Grupo C           | 2.° Grupo C                 | 2.° Grupo G           |
| Clasificado: 16/11/19 | Clasificado: 16/11/19 | Clasificado: 16/11/19       | Clasificado: 16/11/19 |

| Bandera de Portugal   | Bandera de Suiza      | Bandera de Dinamarca  | Bandera de Gales      |
| Portugal              | Suiza                 | Dinamarca             | Gales                 |
| 2.° Grupo B           | 1.° Grupo D           | 2.° Grupo D           | 2.° Grupo E           |
| Clasificado: 17/11/19 | Clasificado: 18/11/19 | Clasificado: 18/11/19 | Clasificado: 19/11/19 |

| Bandera de Hungría    | Bandera de Eslovaquia | Bandera de Escocia    | Bandera de Macedonia del Norte |
| Hungría               | Eslovaquia            | Escocia               | Macedonia del Norte            |
| Ruta A                | Ruta B                | Ruta C                | Ruta D                         |
| Clasificado: 12/11/20 | Clasificado: 12/11/20 | Clasificado: 12/11/20 | Clasificado: 12/11/20          |